# Gros Îlet (ö i Martinique)
Gros Îlet är en obebodd ö i Martinique. Den ligger i den södra delen av Martinique, 9 km sydost om huvudstaden Fort-de-France.